# Avenida Franklin (línea Eastern Parkway)
Avenida Franklin (también conocida como Avenida Franklin-Medgar Evers College) es una estación local en la línea Eastern Parkway del Metro de Nueva York de la división A del Interborough Rapid Transit Company (IRT). La estación se encuentra localizada en Crown Heights, Brooklyn entre la Avenida Franklin y Eastern Parkway. La estación es servida por los trenes del servicio , ,  y .